# Frankfort Cinema
Frankfort Cinema byl sportovní kluzák vyráběný ve Spojených státech v 30. a 40. letech, užívaný také United States Army Air Corps jako cvičný pod označením TG-1. Jednalo se o hornoplošník s křídly vyztuženými vzpěrami a krytým kokpitem. Typ původně vznikl jako jednomístný, ale brzy vznikla i dvoumístná verze Cinema II, která byla nabídnuta armádě na její požadavek na cvičné kluzáky. Společnosti Frankfort byla současně uděleny zakázky i na transportní kluzáky CG-1 a CG-2.
Vzhledem k nedostatečné výrobní kapacitě však firma nebyla schopná rychle vyrobit dostatečné množství kluzáků, a dodala jen 43 kusů TG-1. Stejné označení dostalo 10 exemplářů civilních strojů Cinema, které byly na dobu války zařazeny do vojenské služby.

## Zachované exempláře
- Cinema II – US Southwest Soaring Museum[1]
- TG-1A "Cinema B" – Western Antique Aeroplane and Automobile Museum v Hood River v Oregonu

## Specifikace (Cinema II)

### Technické údaje
- Osádka: 1
- Kapacita: 1 cestující/pilotní žák
- Délka: 7,10 m (23 stop a 4 palce)
- Rozpětí křídel: 14,10 m (46 stop a 3 palce)
- Plocha křídel:
- Štíhlost křídla: 10,7
- Hmotnost prázdného stroje: 227 kg (500 liber)
- Vzletová hmotnost: 417 kg (920 lb)

### Výkony
- Maximální rychlost: 130 km/h (80 mph)
- Klouzavost: 1:20
- Opadání: 1,0 m/s (190 stop za minutu)